# Episodi di 8 sotto un tetto (quarta stagione)
La quarta stagione della serie televisiva 8 sotto un tetto è andata in onda originariamente negli Stati Uniti d'America sul canale ABC dal 18 settembre 1992 al 14 maggio 1993.
In Italia è stato trasmesso dal 1° al 27 luglio 1996 su Canale 5.
| nº | Titolo originale                            | Titolo italiano                | Prima TV USA      | Prima TV Italia |
| -- | ------------------------------------------- | ------------------------------ | ----------------- | --------------- |
| 1  | Surely, You Joust                           | Vicini litigiosi               | 18 settembre 1992 | 1º luglio 1996  |
| 2  | Hot Weels                                   | La macchina dei sogni          | 2 ottobre 1992    | 2 luglio 1996   |
| 3  | Dance to the Music                          | L'inattesa fortuna             | 9 ottobre 1992    | 4 luglio 1996   |
| 4  | Driving Crl Crazy                           | Pressione alle stelle          | 16 ottobre 1992   | 3 luglio 1996   |
| 5  | Rumor Has It...                             | Tutto fumo e niente arrosto... | 23 ottobre 1992   | 5 luglio 1996   |
| 6  | Number One with a Bullet                    | Amici per la pelle             | 30 ottobre 1992   | 6 luglio 1996   |
| 7  | Whose Kid Is It Anyway?                     | Una vecchia promessa           | 6 novembre 1992   | 8 luglio 1996   |
| 8  | An Officier and a Waldo                     | Missione compiuta              | 13 novembre 1992  | 9 luglio 1996   |
| 9  | Just One Date                               | Accampamento sul tetto         | 20 novembre 1992  | 13 luglio 1996  |
| 10 | The Oddest Couple                           | La strana coppia               | 11 dicembre 1992  | 11 luglio 1996  |
| 11 | It's a Mad, Mad, Mad House                  | Casa pazza casa                | 8 gennaio 1993    | 12 luglio 1996  |
| 12 | It's Beginning to the Look a Lot Like Urkel | L'angelo senza ali             | 15 gennaio 1993   | 17 luglio 1996  |
| 13 | Muskrat Love                                | Regalo di compleanno           | 22 gennaio 1993   | 15 luglio 1996  |
| 14 | The Way the Ball Bounces                    | Canestro maldestro             | 29 gennaio 1993   | 19 luglio 1996  |
| 15 | A Thought in the Dark                       | Uno squarcio nel buio          | 5 febbraio 1993   | 16 luglio 1996  |
| 16 | Tender Kisses                               | Il diario proibito             | 12 febbraio 1993  | 20 luglio 1996  |
| 17 | Heart Strings                               | Le corde del cuore             | 19 febbraio 1993  | 22 luglio 1996  |
| 18 | Higher Anxiety                              | Piccoli e grandi amori         | 26 febbraio 1993  | 18 luglio 1996  |
| 19 | Mama's Wedding                              | Non è mai troppo tardi         | 5 marzo 1993      | 23 luglio 1996  |
| 20 | Pulling Teeth                               | Denti da tirare                | 19 marzo 1993     | 25 luglio 1996  |
| 21 | Walk on the Wild Side                       | Una notte di follie            | 26 marzo 1993     | 10 luglio 1996  |
| 22 | Hot Stuff                                   | Roba che scotta                | 30 aprile 1993    | 24 luglio 1996  |
| 23 | Stormy Weather                              | Sorpresa finale                | 7 maggio 1993     | 26 luglio 1996  |
| 24 | Buds 'n' Buns                               | Una rivale per Laura           | 14 maggio 1993    | 27 luglio 1996  |